# Culture de Qijia
La culture de Qijia (2200-1600 av. J.-C., 齐家文化 Qíjiā wénhuà) est la première culture du Néolithique final qui montre en Chine, la transition avec l'Âge du bronze. Elle peut donc être considérée comme une culture de l'Âge du bronze. Elle se situe essentiellement au Gansu, à l'est du Qinghai et au sud du Ningxia. Johan Gunnar Andersson en a découvert le premier site à Qijiaping (齊家坪) en 1923, alors qu'il cherchait vers l'ouest les origines de la culture de Yangshao. Sur les plans chronologique et culturel elle fait suite et hérite de la culture de Majiayao, culture qui comporte des objets de cuivre et de bronze, les plus anciens dans les territoires actuels de la Chine. Elle est en partie contemporaine de la culture de Xiajiadian inférieur, en Mongolie-Intérieure (2000-1400 av. J.-C.).

## Localisation

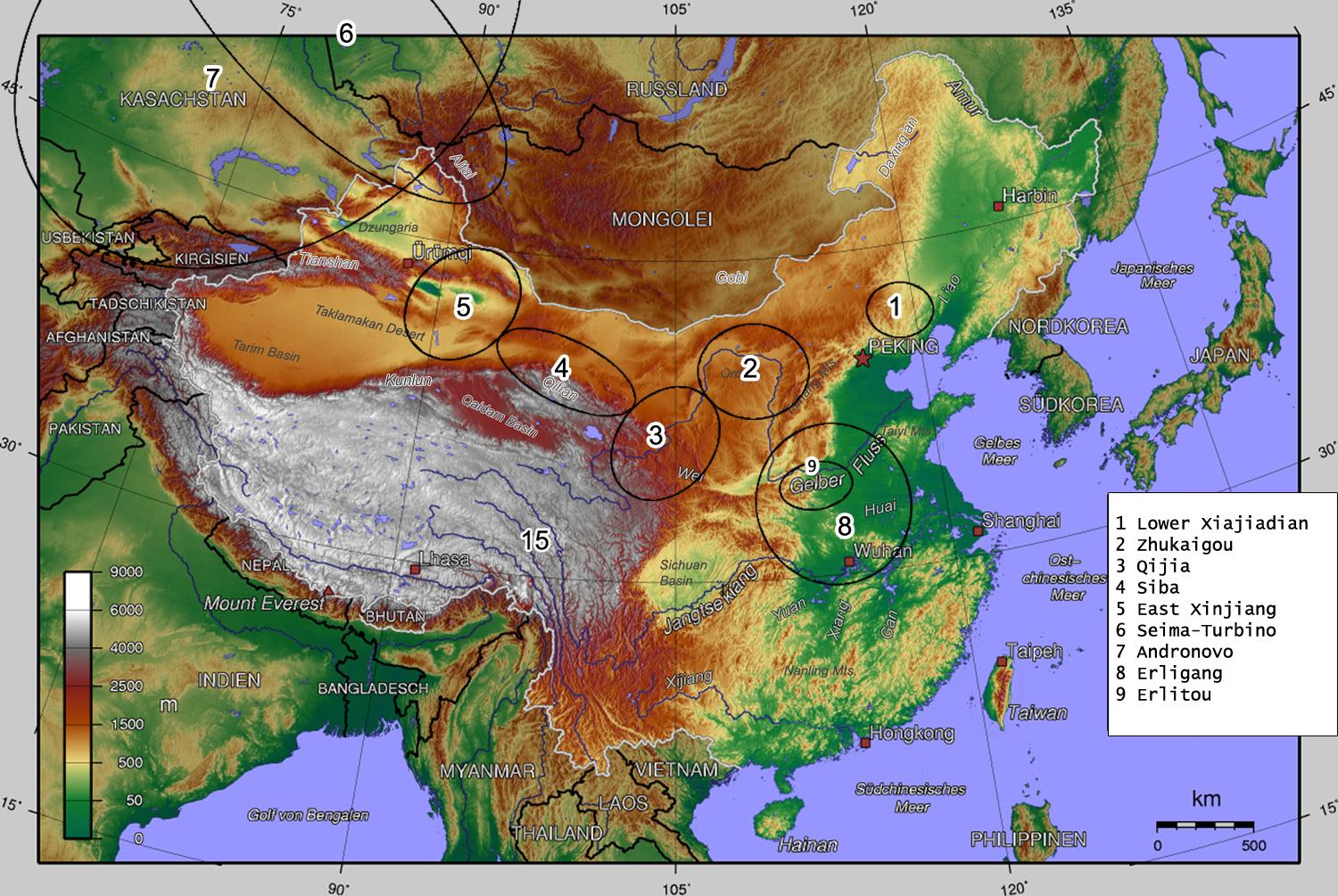
Du Néolithique à l'âge du bronze en Chine et dans les steppes de l'Asie Centrale

La culture de Qijia se situe en Chine du nord-ouest, principalement dans la haute vallée du fleuve Jaune : au Gansu oriental, à proximité de la ville de Lanzhou, mais aussi dans le corridor du Hexi (Qijiaping), dans l'est du Qinghai et au sud du Ningxia, sur les marges sud du Tengger, avec un climat chaud et sec qui favorise l'agriculture à une altitude de plus en plus élevée. C'est une terre de lœss, arrosée par les affluents du haut fleuve Jaune, limitée au nord par le désert de Tengger et par les monts Qilian au sud.

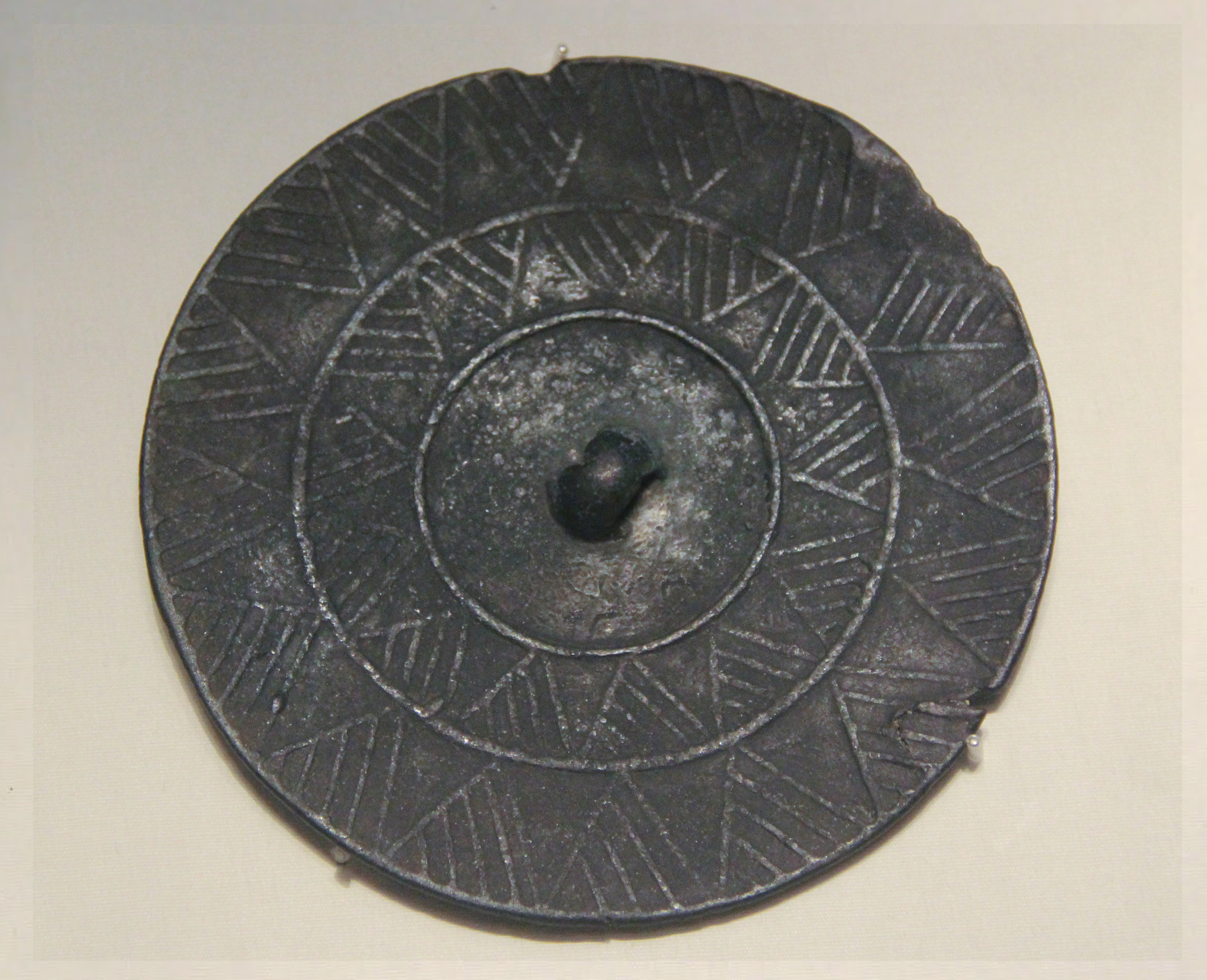
Miroir en bronze de type « steppique »

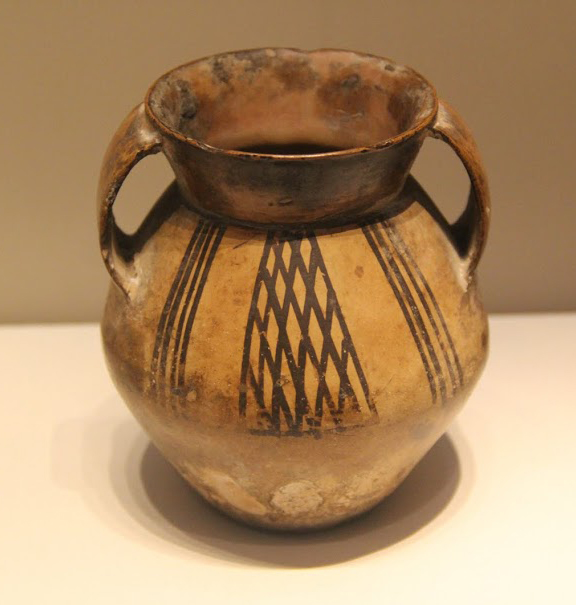
Jarre à deux anses typique de la culture de Qijia « nouvelle tradition ». Céramique peinte. Site de Qiaojiazhuang (Linxia-Lintao), Gansu. Musée national de Chine, Pékin

Les sites les plus importants sont situés au Gansu. Plus précisément, le site de Sizuiping (寺嘴坪) est situé sur le xian de Qin'an, Huangniangniangtai (皇娘娘台) à Wuwei, Dahezhuang (大河庄) sur le xian de Yongjing, et Shizhaocun à Tianshui. Les sites archéologiques de Lajia (喇家） sur le xian autonome hui et tu de Minhe, Qijiaping (齐家坪）  sur le xian de Guanghe, Liuwan (柳湾) sur le district de Ledu et Qinweijia (秦魏家） sur le xian de Yongjing sont aussi des sites notables de la culture Qijia. Les quatre sites les plus fouillés en 1996 étant Dahezhuang, Huangniang Niantai, Liuwan et Qinweijia.

## Une culture du Néolithique final

### Sédentaires
Elle hérite de la longue histoire des cultures néolithiques qui se sont succédé sur ce territoire : les cultures de Majiayao (3800-1900 AEC) et en particulier la phase Machang (马厂) de Majiayao (2500-1800) ainsi que les cultures de Longshan du Henan : Keshengzhuang II ( « culture de Longshan » au Shaanxi ) et la culture de Changshan inférieur, xian de Zhenyuan (Gansu), qui lui étaient contemporaines. L'origine de la culture de Qijia fait encore l'objet de discussions.
Les événements climatiques intervenus sur cette période ont fait l'objet de publication scientifique récente (2005) : deux longues périodes humides (2900-2700 et 2700-1940) ont favorisé l'implantation de la culture de Majiayao dans le Qinghai de l'Est et de la culture de Qijia dans la moyenne vallée de la rivière Huangshui (qui passe à Xining), Xian de Haiyan (Qinghai). Cela dit cet épisode humide aurait été suivi d'une longue période plus sèche, favorable à la culture de céréales telles que le millet.
C’est donc une économie de sédentaires, fondée sur l'agriculture : le millet, le blé et l'orge (originaires d'Asie Centrale) et un élevage très développé des porcs et des moutons en premier lieu, mais aussi des bœufs, des chevaux et des chiens. Il semblerait que l'agropastoralisme n'ait été que peu développé. On chasse également le cerf. Les porcs et moutons/chèvres, le bétail en général, et quelques chevaux sont utilisés aussi comme offrandes déposées dans les tombes.

### Relations avec la Sibérie et l'Eurasie
La diversité des céréales, le grand nombre de chevaux ainsi que des couteaux et des haches de bronze témoignent de relations avec les cultures de Sibérie et d'Eurasie. Des indices archéologiques confirment les premiers contacts entre la culture de Qijia et celle d’Eurasie : la culture d'Andronovo,. Plus de cent objets de cuivre et de bronze ont été découverts sur au moins dix sites Qijia, ce qui marque un net contraste avec les cultures précédentes. Dans la première période de cette culture ce sont surtout des cuivres, mais on trouve déjà des alliages divers : l'étain abaisse le point de fusion et donne sa solidité à l'alliage. Ces métaux servent à réaliser de petits objets utilitaires comme des couteaux et des poinçons, des pointes de lance, des haches. Ils servent aussi à réaliser des objets liés à la parure, des parures de qualité comme des miroirs de bronze décorés de formes en étoile sur la face de l'anneau de suspension, des boucles d'oreille et des anneaux en or, de petits ornements en plaques de bronze incrustées de pierres fines, comme la turquoise, travaillées sous une forme semblable à ce qu'on trouve à Erlitou, au cours de la période moyenne de Qijia. Cette culture porte donc dans ces objets, leurs technologies et leurs formes, la trace d'interactions avec des populations éloignées. En particulier la métallurgie du bronze telle qu'elle est utilisée dans les cultures des steppes d'Eurasie : les manches des couteaux sont constitués, à leur base, d'un anneau typique de ces cultures d'Eurasie, pour ne pas dire d'Asie centrale, en effet il s'agit surtout de populations originaires de ce qui deviendra le Kazakhstan, en particulier la famille des cultures d’Andronovo  et les populations Seima-Turbino. Quant au décor des miroirs en forme d'étoile il est d'un type similaire à ceux de Tianshanbeilu, au Xinjiang de l'Est . À côté de cette majorité de témoins de contacts avec les populations de l'Ouest il y a aussi les plaques décorées, typiques d'Erlitou (Henan de l'Ouest), l'usage de cong en jade bien que fabriqués sur place avec le jade local, ou lorsqu'un disque bi, mais de pierre polie, est placé vers la tête du défunt dans une tombe comme à Laoniupo, près de Xi'an, témoignent d'échanges avec les cultures de l'Est de ce qui est devenu la Chine: ici ce sont les objets de prestige comme symboles de statut qui proviennent des traditions culturelles de l'Est. La culture de Qijia semble avoir servi de passage à ces technologies et à leur usage, provenant de Mongolie depuis l'Asie Centrale, dans des objets caractéristiques jusque dans le Xinjiang, puisqu'on en a des indices nombreux sur le site de Tianshanbeilu, à l'Est du Xinjiang.
Des microlithes, pointes de flèches et grattoirs, ont été trouvés sur de nombreux sites, en particulier dans le corridor du Hexi, près de Wuwei, indices de pratiques de chasseurs-cueilleurs, comme leurs voisins de Siba.

### Céramique
La culture de Qijia produit une céramique réalisée avec art. Les céramiques sont soit sans aucun décor ou bien décorées, souvent par des impressions de cordes ou de vannerie, mais certaines se distinguent par leur décor peint de figures géométriques épurées. Les potiers tournent de grandes jarres (guan) à deux, parfois trois anses et à large ouverture ou avec un haut col (双大耳罐), quasiment toutes avec une base plate, ainsi que des coupes à pied (dou) ou des tripodes (li, 鬲). Une poterie de type he, provenant de la culture de Qijia, et haute de 27 cm est vue sous l'angle de sa particularité d'être couverte d'un dôme percé. Et cette particularité semble en faire la copie d'un vase de bronze martelé, donc réalisé dans un contexte où le bronze est rare, et le fait qu'aucun exemplaire de ce type n'ait été retrouvé proviendrait du fait de ce procédé de martelage d'une fine plaque de bronze et de sa rareté. Le bronze aurait donc pu être travaillé par martelage pour réaliser des vases, alors que cette pratique ne sera pas reprise par la suite dans un contexte, en Chine centrale, où le bronze a été utilisé en abondance.

### Divination
On y pratique la divination oraculaire, la scapulomancie, comme dans toute la Chine du Nord à cette époque. Par contre la mise à mort des épouses semble avoir été une pratique spécifique à cette culture, mais une pratique importée d'une branche des populations de Seima-Turbino de l'Est, des steppes de l'Eurasie dans la vallée de l'Ob.

### Habitat
La plupart des agglomérations Qijia sont situées sur des terrasses tournées vers une rivière, avec les montagnes en arrière-plan. Les principaux sites au Gansu sont Sizuiping (xian de Qin'an), Huangniang Niangtai (Wuwei), Dahezhuang (Yongjing) et Shizhaocun (Tianshui). Ce sont des sites de taille réduite, Dahezhuang ne mesure que 5,3 ha. Les fouilles, anciennes, n'ayant pas été préservées et les publications étant imprécises, la recherche rencontre de sérieuses difficultés.
Certaines habitations, souvent tournées vers le sud et plus ou moins rectangulaires, sont à demi enterrées, avec un espace à vivre ainsi creusé dans le sol parfois situé à 2 mètres en dessous auquel on accède par une rampe. L'espace à vivre étant recouvert d'un mortier de chaux mêlé à de la paille et des branchages on aura réduit d'autant mieux l'humidité provenant du sol que cet espace rectangulaire profond est entouré d'une large banquette jusqu'aux murs. Aux quatre angles de l'espace à vivre, posés sur le mortier de chaux et calés contre la banquette, quatre poteaux soutiennent la couverture qui est supposée déborder et ainsi protéger les murs. Les poteaux risquent ainsi de moins prendre l'humidité. Ces habitations n'ont qu'une seule pièce, de taille réduite (env. 10 m2) avec un foyer plus ou moins central. Par ailleurs, dans les villages Qijia on a trouvé de nombreux cercles de pierres, de 4 m. de diamètre environ, avec un vide dans le cercle qui fait penser à une « entrée », s'il s'agit bien d'un habitation et non d'un lieu cultuel à l'air libre. Leur disposition régulière entre les habitations rectangulaires semble indiquer l'ancien emplacement de tentes circulaires propres aux nomades, les pierres leur servant d'ancrage. Tout le village dispose de fosses de stockage distribuées entre les habitations.

## L'apparition du métal en Chine du Nord-Ouest et les échanges avec l'Eurasie
| Cultures                                                   | Dates approchées AEC | Dates approchées AEC |
| ---------------------------------------------------------- | -------------------- | -------------------- |
| Culture du Xiajiadian inférieur                            | 2 000 - 1 400        |                      |
| Culture de Zhukaigou sur le plateau d'Ordos                | 2 000 - 1 400        |                      |
| culture de Qijia                                           | 2 200 - 1 600        |                      |
| culture de Siba                                            | 1 900 - 1 500        |                      |
| Xinjiang de l'Est : site de Tianshanbeilu                  | 2 000 - 1 550        |                      |
| Seima-Turbino,, devenues des cultures de pasteurs nomades, | 2 100 - 1 500        |                      |
| Andronovo, devenues des cultures de pasteurs nomades       | 2 100 - 1 500        |                      |
| Erlitou                                                    | 1 900 - 1 500        |                      |
| Période d'Erligang                                         | 1 600 - 1 400        |                      |

## Les cultures du passage à l'âge du bronze en Chine du Nord-Ouest: les formes

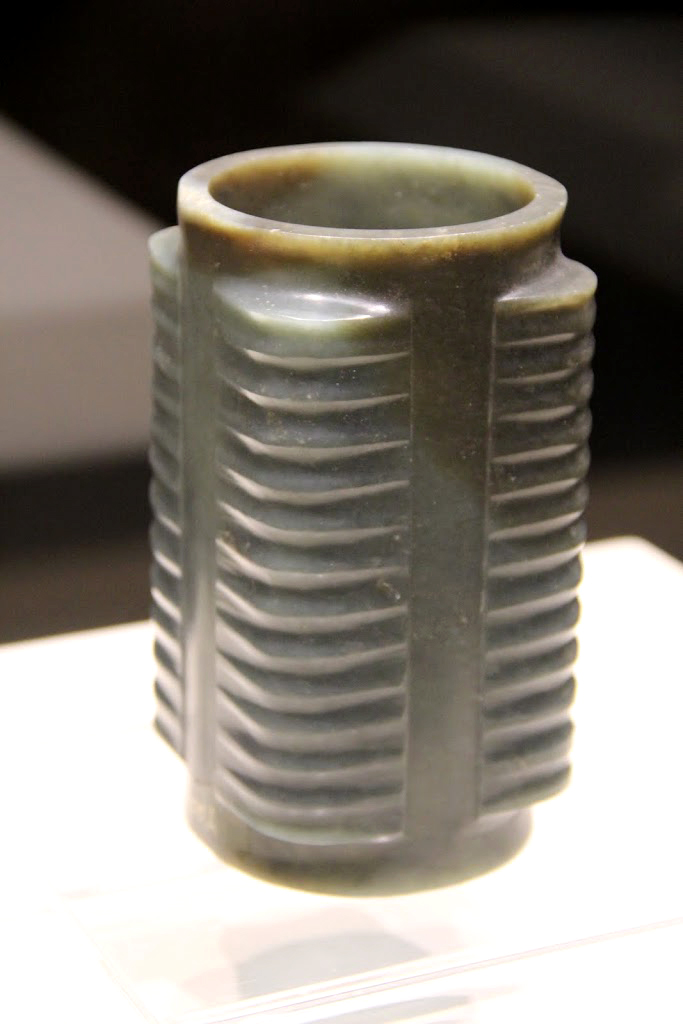
Tube cong de jade. Qijia. Musée Provincial du Gansu, Lanzhou
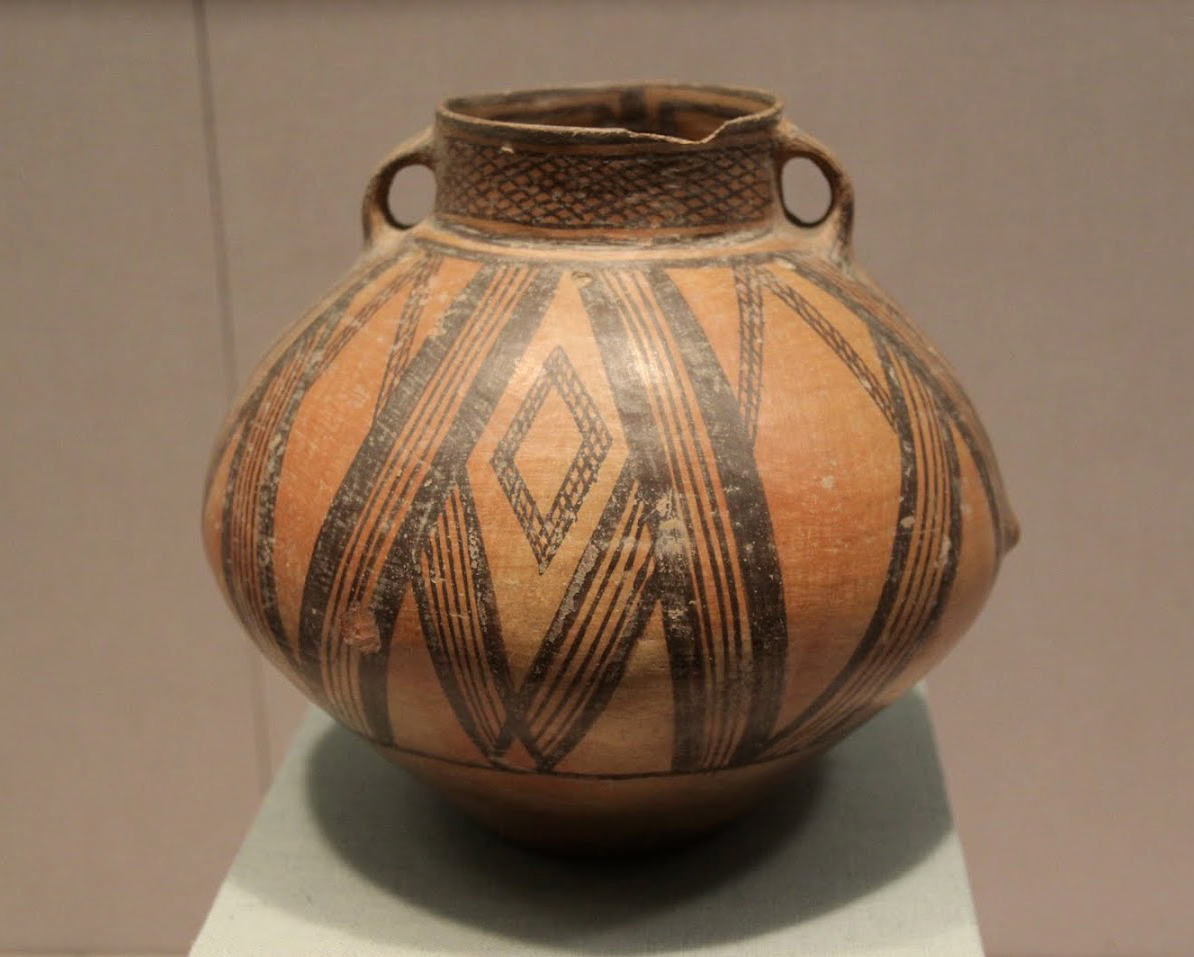
Jarre peinte de type guan. Qijia. Musée Provincial du Gansu, Lanzhou
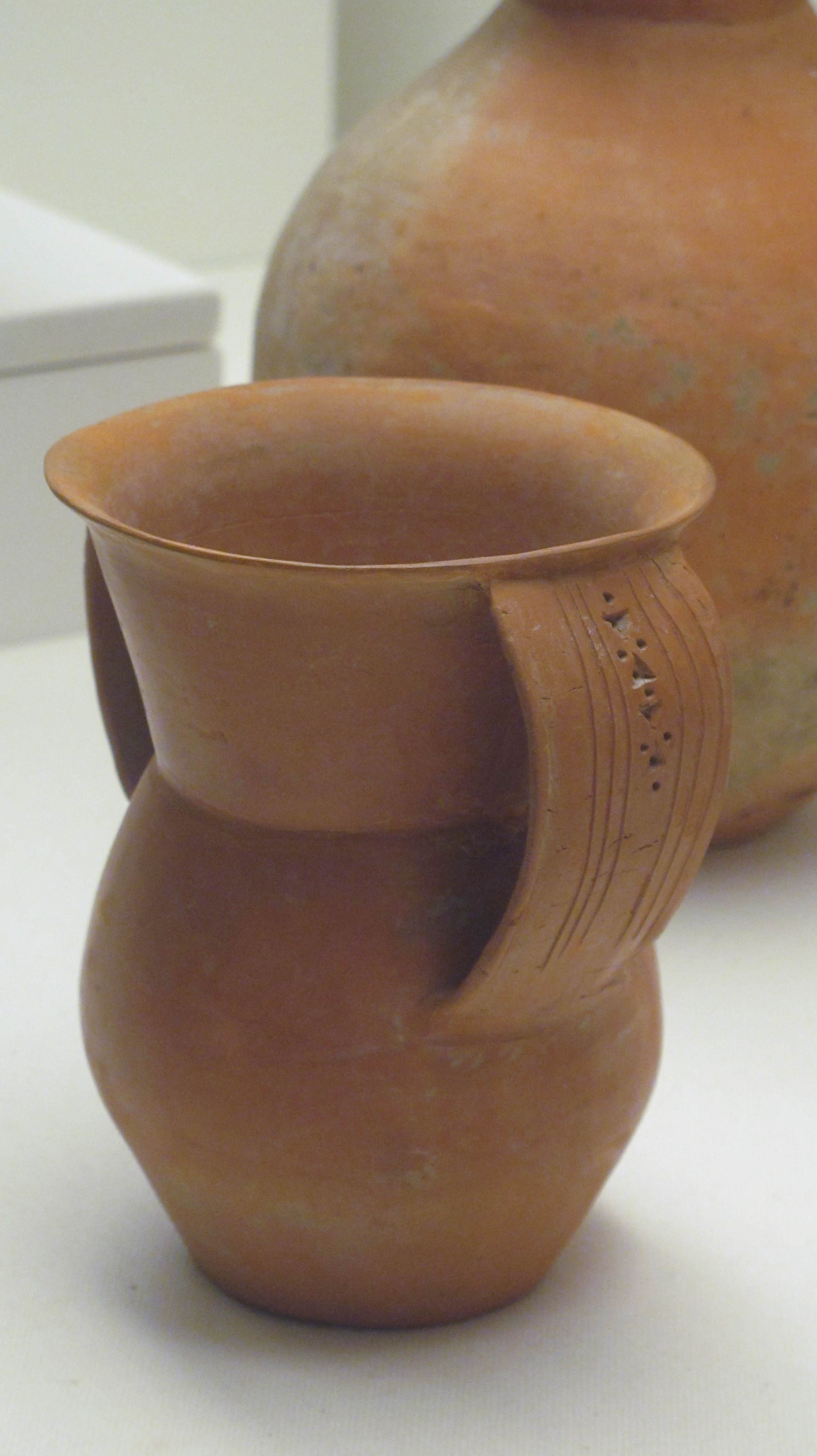
Jarre, terre-cuite rouge, H. 12 cm env. Gansu ou Qinghai. Qijia. 1500-1000. Musée d'art asiatique de Berlin
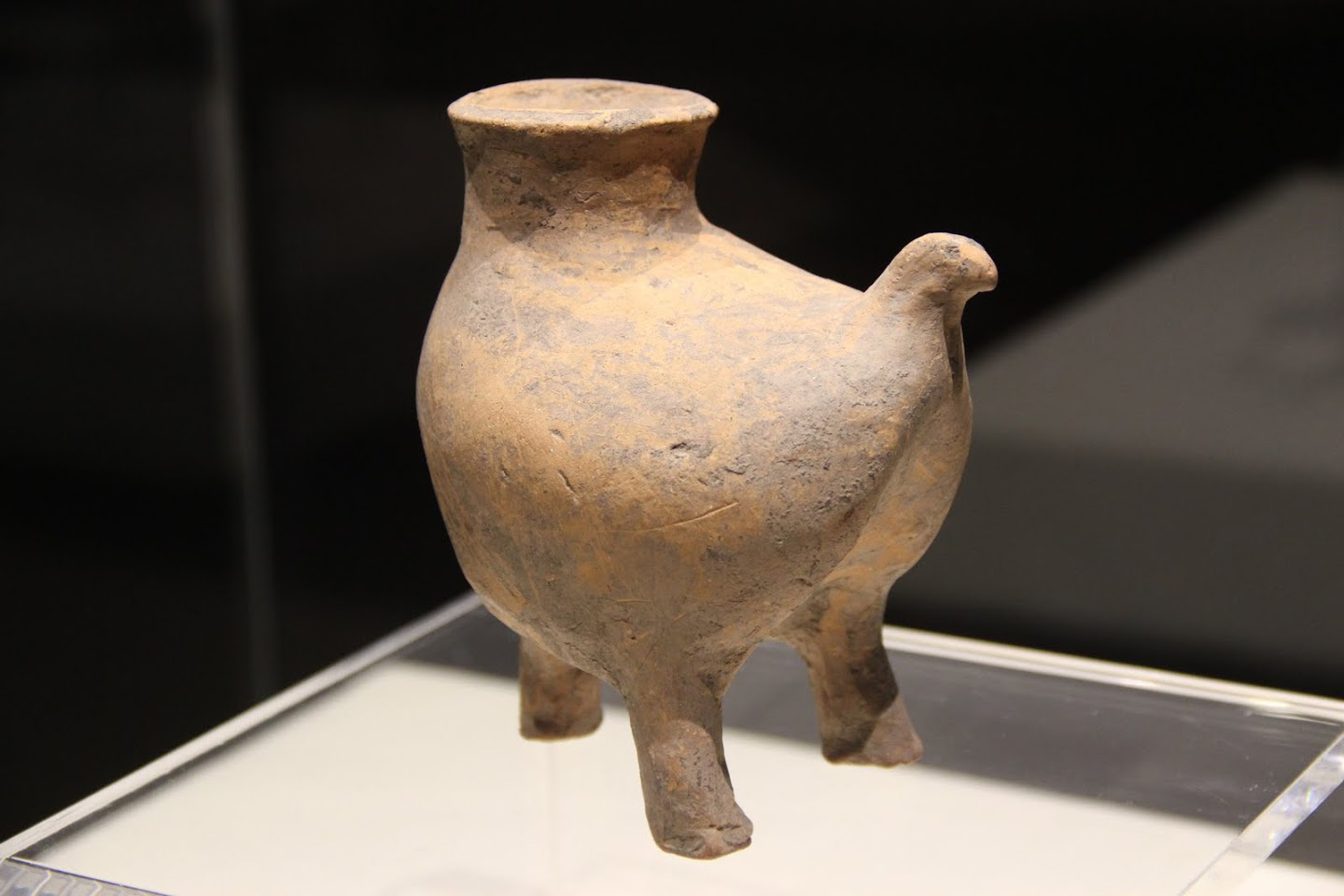
Vase en forme de poule (?). Qijia. Musée Provincial du Gansu, Lanzhou
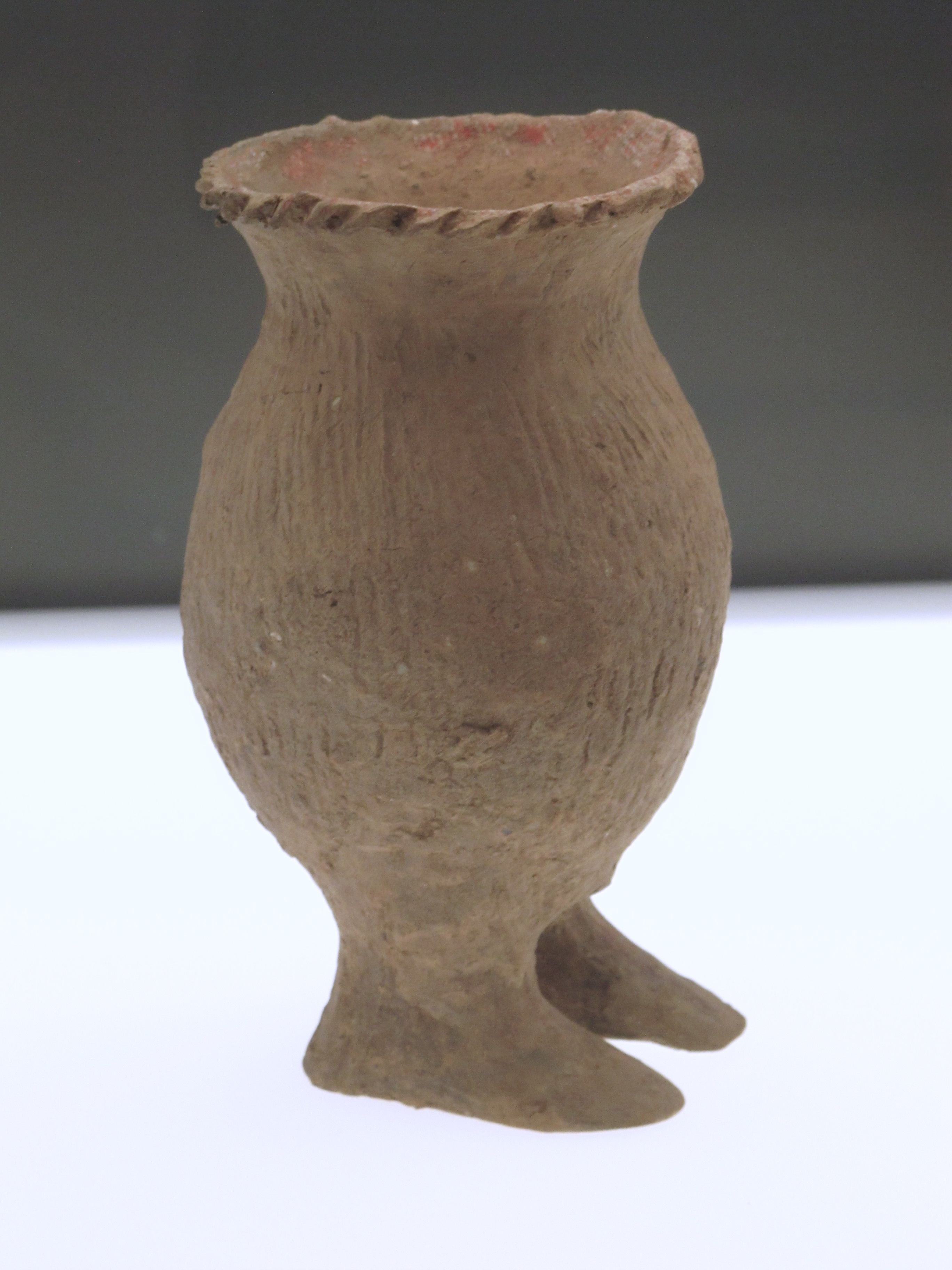
Petite jarre aux deux pieds d'homme. Terre cuite, H 13 cm env. Qijia (?). Gansu ou Qinghai, 2e mill AEC. Musée Rietberg, Zürich,
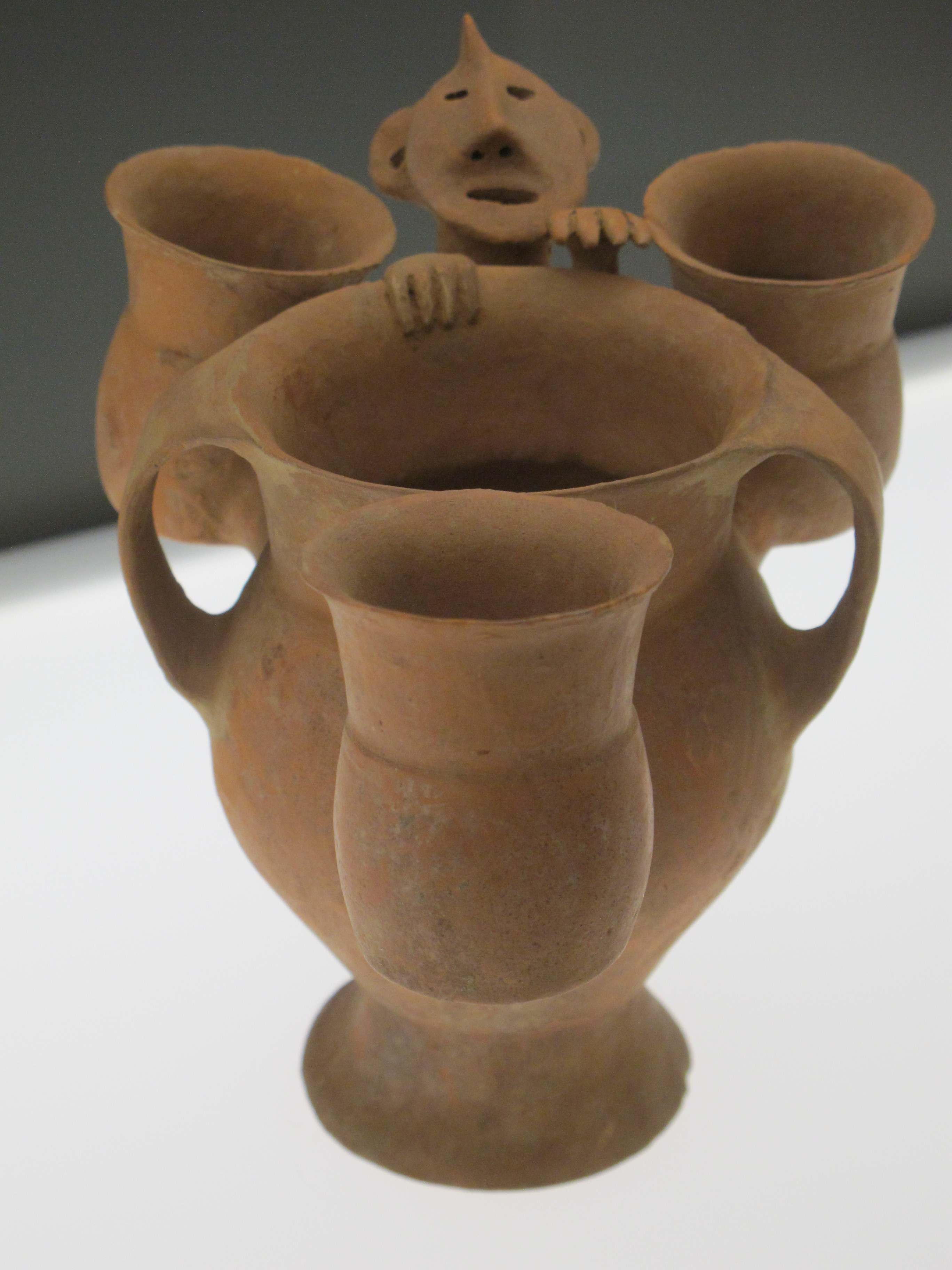
Petite jarre à l'homme agrippé. Terre cuite, H 13 cm env. Qijia. Gansu ou Qinghai, 2e mill AEC. Musée Rietberg, Zürich
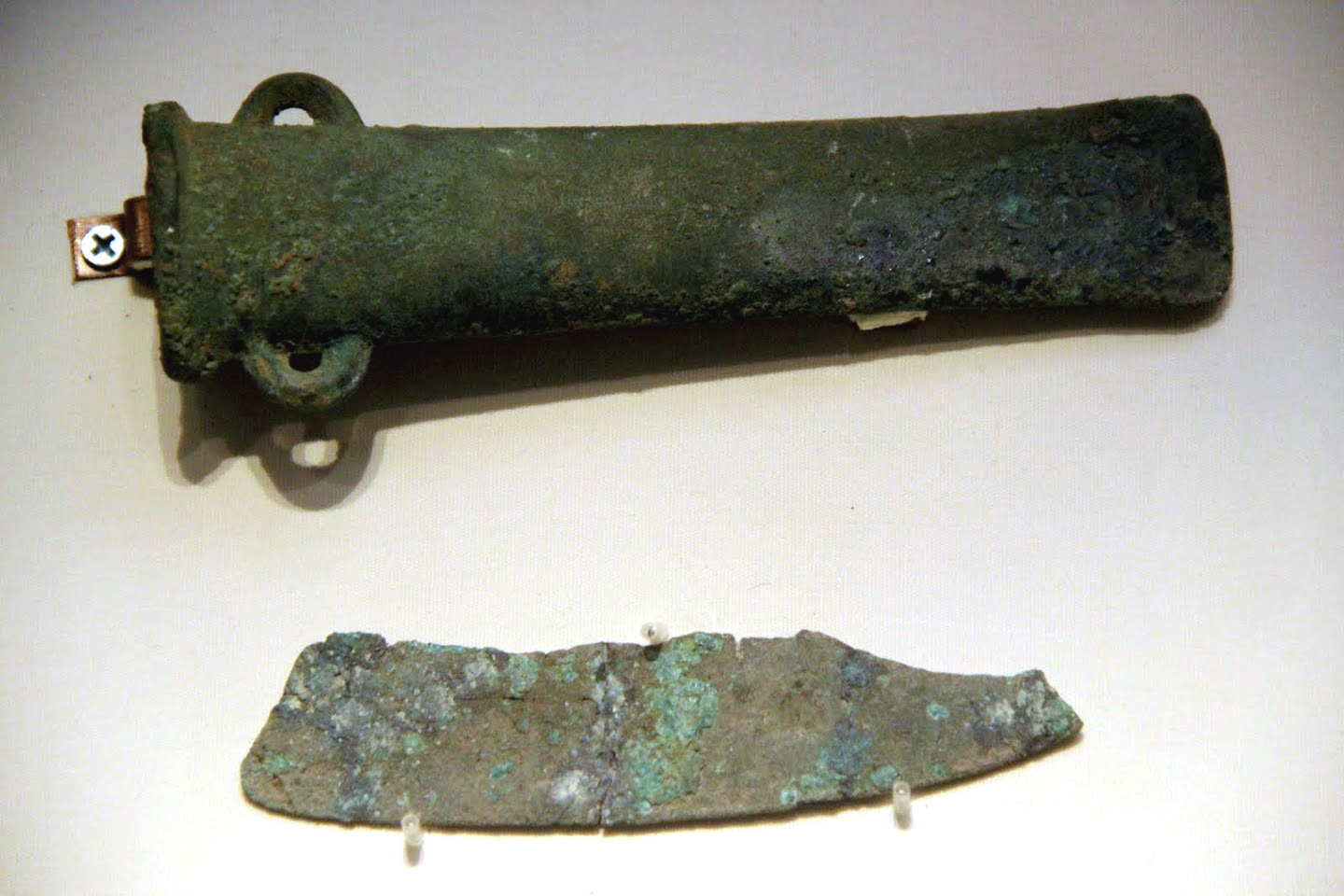
Hache et couteau de bronze. Culture de Qijia, Gansu. Musée national de Chine, Pékin
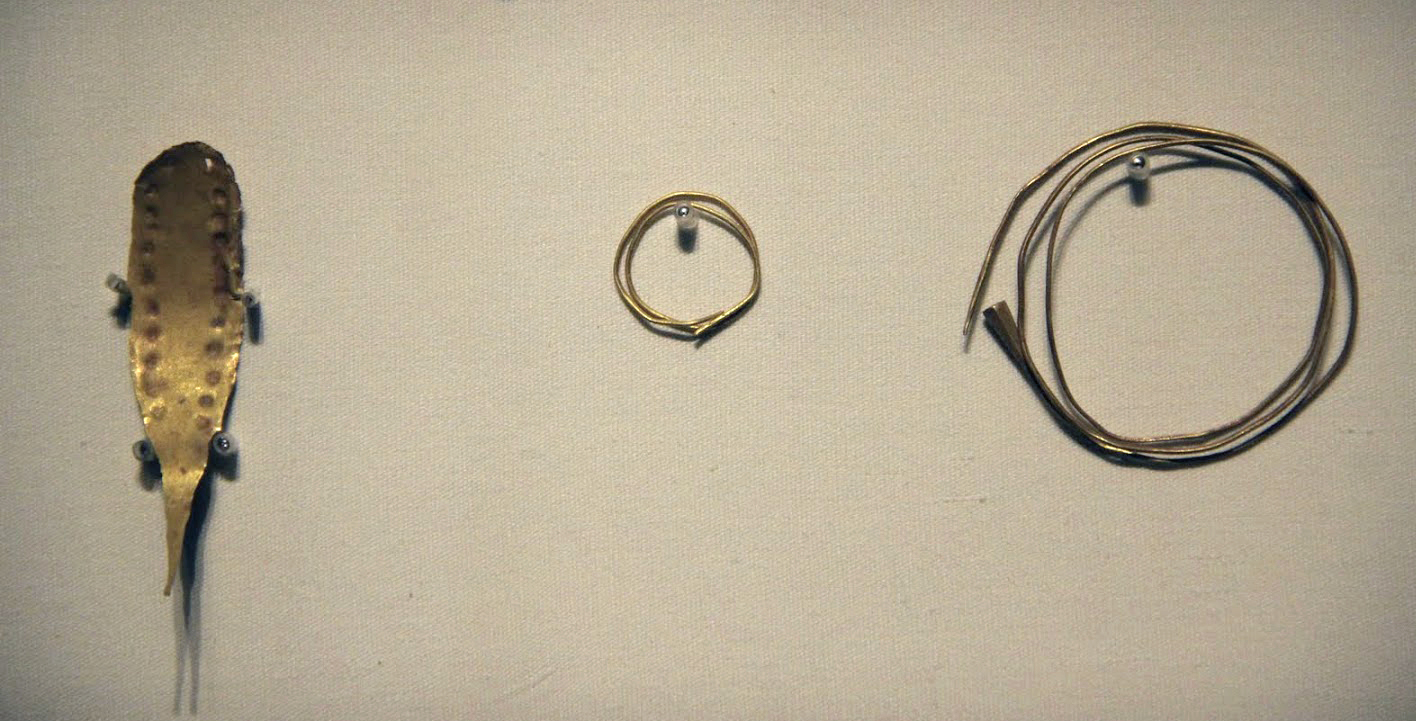
Boucles d'oreille en or. Culture de Qijia, Gansu. Musée national de Chine, Pékin
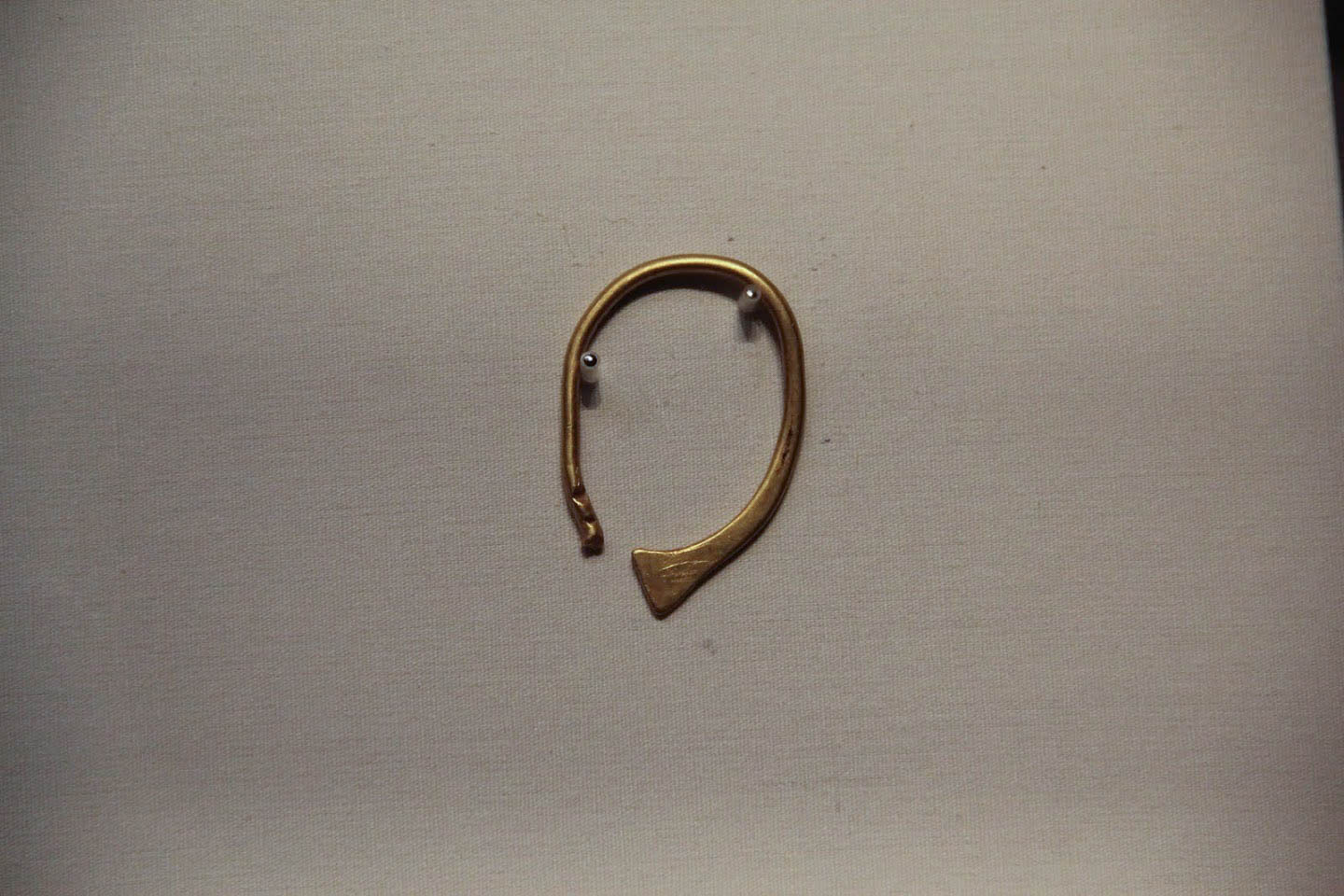
Boucle d'oreille en or. Culture de Siba, Gansu. Musée national de Chine, Pékin
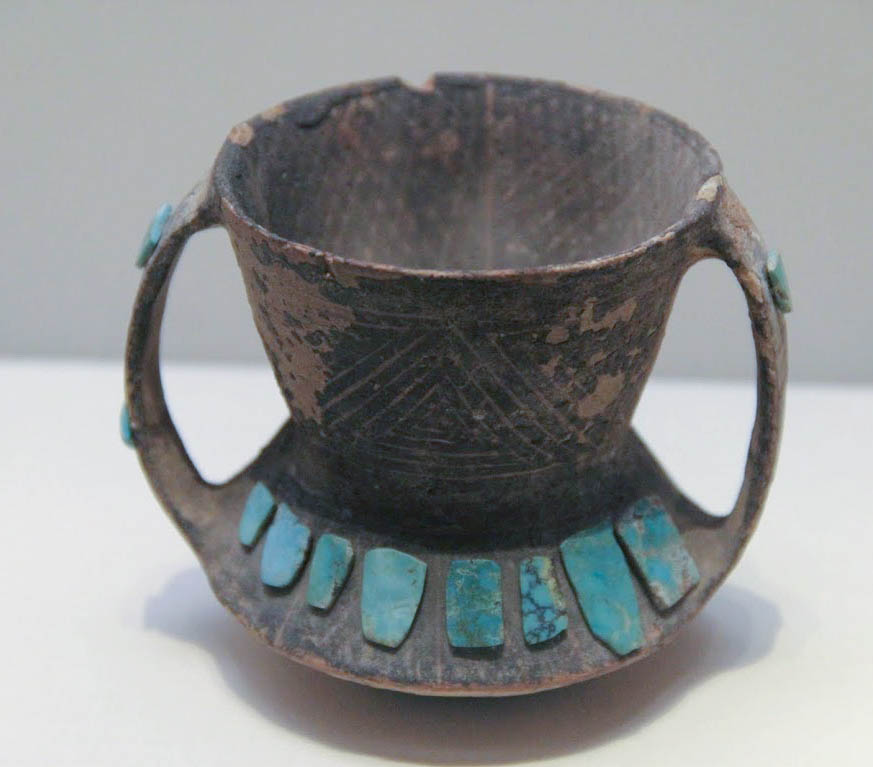
Petite jarre de terre cuite incrustée de turquoise. Siba, Gansu. Musée national de Chine, Pékin
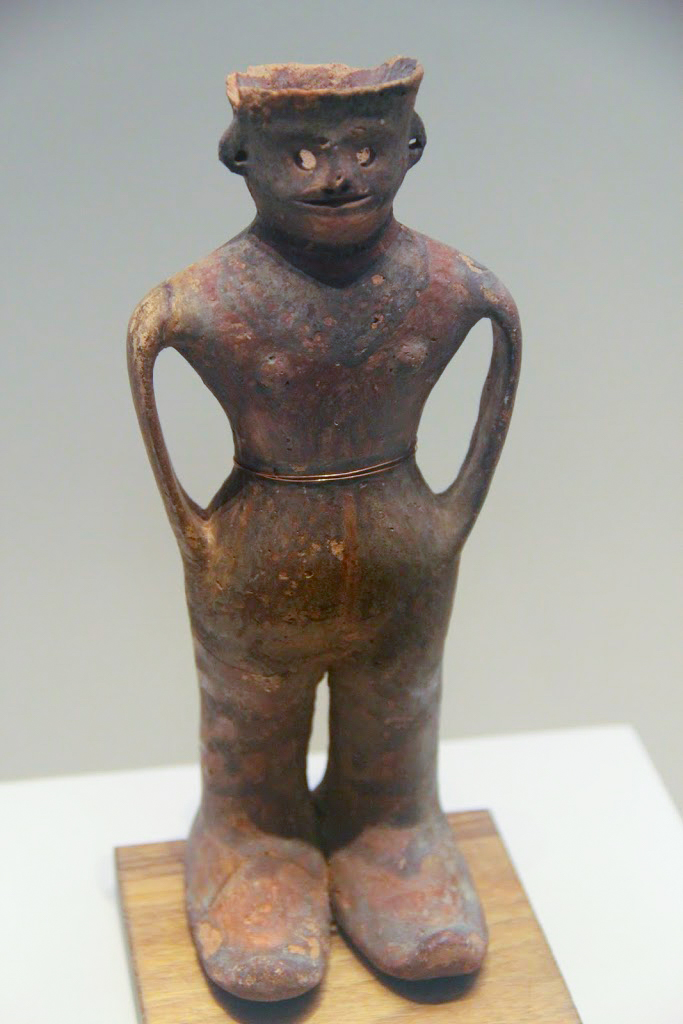
Poterie anthropomorphe peinte. Siba, Gansu. Musée national de Chine, Pékin
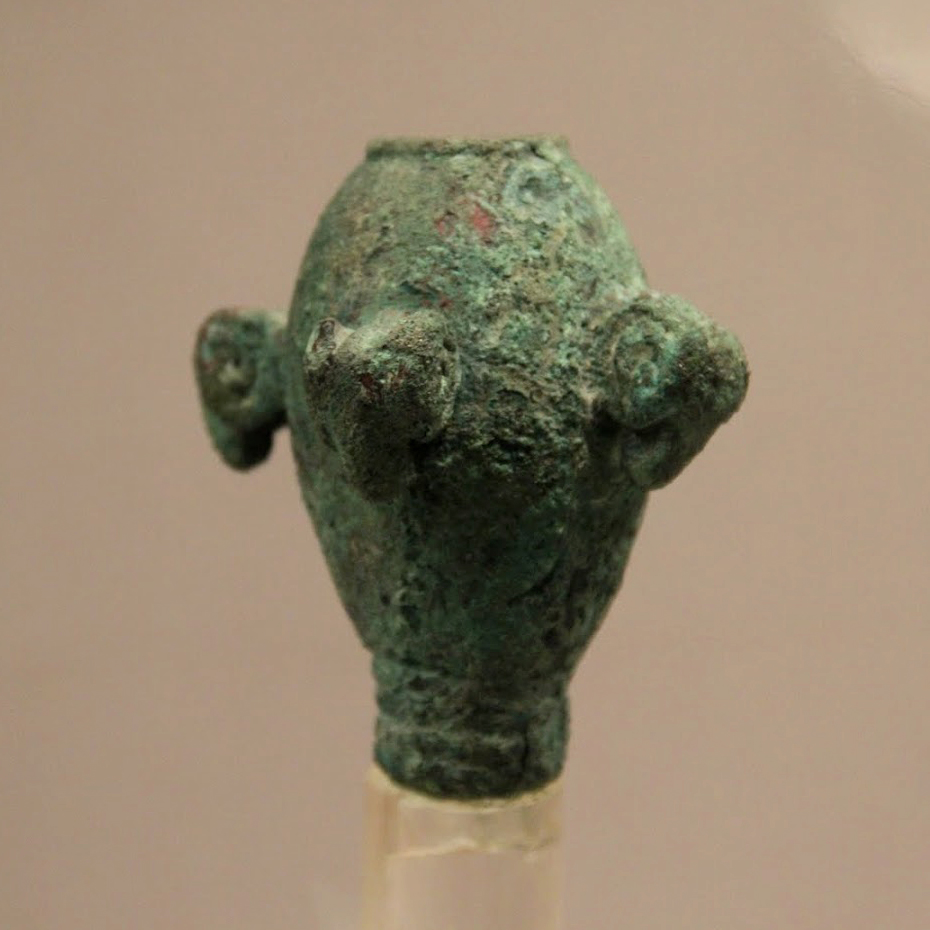
Masse d'arme décorée de quatre têtes de béliers. Siba. Musée Provincial du Gansu

## Après Qijia: les cultures de l'âge du bronze au Gansu-Qinghai

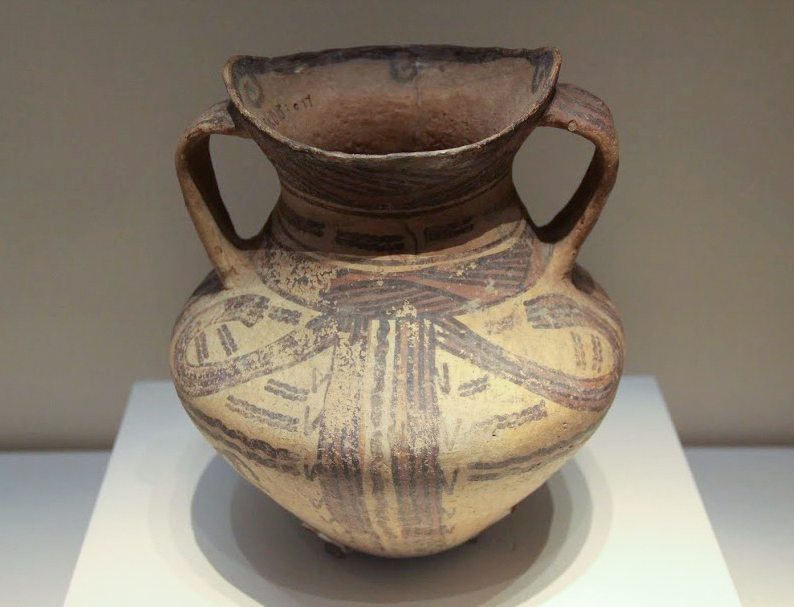
Jarre peinte à deux anses de la culture de Xindian. Huizui, Lintao, Gansu 1956. Musée National de Chine, Pékin

Au cours des derniers temps où la culture Qijia existait elle s’est déplacée et sa population s’est réduite. Mais elle a laissé des traces dans d'autres cultures jusqu'au Ier siècle de notre ère. À une époque qui correspond approximativement à celle des Shang, dans les cultures de Huoshaogou, Qiayao, Nuomuhong, Xindian et Siwa. Les tombes, déjà très rares à l'époque Qijia, qui portaient des indices d'une société plus hiérarchisée avec des tombes de couples, restent très isolées ensuite. Alors que dans les cultures de la plaine centrale se multiplient les sacrifices animaux et humains dans des sociétés très hiérarchisées, ces pratiques sont ici très rares. L'usage du bronze reste limité à de petits outils et à des ornements, à la différence de ce qui se passe dans la plaine centrale, avec les Shang. Par contre l'incinération apparait alors dans la culture de Siwa au Gansu, et de façon plus isolée dans la culture de Qiaoyao, au Qinghai; les cendres étant conservées dans des jarres. On constate aussi un changement de mode de vie, plus encore au Qinghai qu'au Gansu, à Huoshaogou, ainsi que sur les sites Xindian et Qiayao, comme sur les sites de la culture de Siwa. La diminution progressive de la taille des tombes et du nombre moyen de pièces de céramique par tombe, l'importance croissante du pastoralisme, la première place revenant au monton et non plus au porc , tout ceci fait penser à une transition, au cours de cette époque, qui va de l'agriculture à l'agropastoralisme, selon une voie en opposition au futur Empire sédentaire chinois : celle des sociétés pastorales nomades reliées au monde nomade et possédant son propre réseau de relations et de contacts, différent de celui des Shang . Des populations qui allaient jouer au premier millénaire, avec l'apport de leurs traditions, un rôle fondamental aux confins de la Chine.